# Heterodyne Detektion
Heterodyne Detektion ist eine Methode der Signalverarbeitung, um Wellen einer unbekannten Frequenz durch Mischung mit Wellen einer Referenzfrequenz zu detektieren. Sie wird in der Optik, der Bildverarbeitung, der Telekommunikation und der Astronomie zur Detektion und Analyse von Signalen verwendet. Bei Radiowellen spricht man von einem Überlagerungsempfänger, bei Licht von Interferometrie.

## Prinzip
Die Referenzwelle wird als lokaler Oszillator bezeichnet. Das Signal und der lokale Oszillator werden durch einen Mischer verarbeitet. Die Mischung beruht auf einem nichtlinearen Produkt der Eingangssignale, so dass zumindest ein Teil des Ausgangssignals proportional zum Quadrat der Eingangssignale ist.
Sei
{\displaystyle E_{\mathrm {sig} }(t)=E_{\mathrm {sig,0} }\cdot \cos(\omega _{\mathrm {sig} }t+\varphi (t))}
das elektrische Feld des empfangenen Signals und
{\displaystyle E_{\mathrm {LO} }(t)=E_{\mathrm {LO,0} }\cdot \cos(\omega _{\mathrm {LO} }t)}
das des lokalen Oszillators, jeweils mit
- den Amplituden {\displaystyle E_{\mathrm {sig,0} },E_{\mathrm {LO,0} }}
- den Kreisfrequenzen {\displaystyle \omega _{\mathrm {sig} },\omega _{\mathrm {LO} }}.

Zur Vereinfachung nehmen wir an, dass das Ausgangssignal {\displaystyle I} des Detektors proportional zum Quadrat der Amplitudensumme ist:
{\displaystyle I\propto \left(E_{\mathrm {sig,0} }\cos(\omega _{\mathrm {sig} }t+\varphi )+E_{\mathrm {LO,0} }\cos(\omega _{\mathrm {LO} }t)\right)^{2}}
{\displaystyle =E_{\mathrm {sig,0} }^{2}(1/2)\left(1+\cos(2\omega _{\mathrm {sig} }t+2\varphi )\right)}
{\displaystyle +E_{\mathrm {LO,0} }^{2}(1/2)(1+\cos(2\omega _{\mathrm {LO} }t))}
{\displaystyle +E_{\mathrm {sig,0} }E_{\mathrm {LO,0} }\left[\cos((\omega _{\mathrm {sig} }+\omega _{\mathrm {LO} })t+\varphi )+\cos((\omega _{\mathrm {sig} }-\omega _{\mathrm {LO} })t+\varphi )\right].}
Das Ausgangssignal hat hochfrequente ({\displaystyle 2\omega _{\mathrm {sig} }} und {\displaystyle 2\omega _{\mathrm {LO} }}) und konstante Anteile. In der heterodynen Detektion werden die hochfrequenten Anteile und gewöhnlich auch die konstanten Anteile herausgefiltert. Übrig bleiben als Mischprodukt die dazwischenliegenden Summen- und Differenzfrequenzen {\displaystyle \omega _{\mathrm {sig} }+\omega _{\mathrm {LO} }} und {\displaystyle \omega _{\mathrm {sig} }-\omega _{\mathrm {LO} }}. Die Amplitude dieser Anteile ist proportional zum Produkt der Amplituden der Eingangssignale. Mit geeigneter Signalanalyse kann auch die Phase des Signals ermittelt werden.